# Ferdinand Esslair
Ferdinand Esslair (Osijek, 2 febbraio 1772 – Mühlau, 10 novembre 1840) è stato un attore teatrale e regista austriaco naturalizzato tedesco, di origine slava o slesiana.

## Biografia
Esslair si dedicò inizialmente alla carriera militare prima di scoprire la recitazione a Innsbruck nel 1795. Ebbe vita avventurosa, vagando da un teatro all'altro, di città in città; poco dopo si recò a Passavia, fece un'apparizione a Monaco di Baviera nel 1797, a Praga l'anno successivo, e recitò anche a Stoccarda, Augusta, Strasburgo e Salisburgo.
Lavorò a Norimberga dal 1801 al 1806, in parte come direttore.
A Stoccarda, dove era fidanzato dal 1807, sposò l'attrice Elise Müller e lo stesso anno lavorò assieme a lei per il teatro di corte di Mannheim, per poi trasferirsi al teatro di corte di Karlsruhe nel 1812. Nel 1815 arrivò a Stoccarda come regista e nel 1820 proprio in questa veste al teatro di corte di Monaco (1819-1837), dove fu particolarmente apprezzato e si permise il lusso di rifiutare un ingaggio al Burgtheater di Vienna. In seguito, già in pensione, continuò ad apparire su tutti i famosi palcoscenici della Germania. Morì durante un tour artistico a Mühlau.
Fra lo stile idealistico della scuola di Weimar e le nuove tendenze realistiche della recitazione, trovò una via mediana, che gli permise di raggiungere sia una certa elevatezza di stile sia naturalezza e potenza di pathos nell'espressione.
Fu grande interprete, soprattutto tragico, non solo in testi di alta levatura poetica, come il Don Carlos, il Guglielmo Tell di Friedrich Schiller, i drammi di William Shakespeare, ma anche in più semplici prodotti della moda come i drammi borghesi e le tragedie fatalistiche.
Alla nobiltà classica aggiunse quella naturalezza ed efficacia mimica che, se a qualche critico teatrale parve eccessiva, doveva però influire molto sul futuro della recitazione tedesca,al punto che il Devrient lo considera come uno dei "tre eroi della nuova epoca del teatro tedesco".
Delle sue tre mogli, Elise Müller e Fried Ettmaier furono discrete attrici.